# Jiřetín pod Bukovou (železniční zastávka)
Jiřetín pod Bukovou je železniční zastávka a nákladiště ve středu stejnojmenné obce. Zastávka leží na trati Smržovka – Josefův Důl.

## Historie
Zastávka byla otevřena dne 15. října 1894 stejně jako zbytek příslušné trati. Od té doby neprošla větší rekonstrukcí.

## Popis
V prostoru zastávky se nachází malá přízemní staniční budova, uvnitř které se nachází čekárna pro cestující otevíraná v denních hodinách.
Zastávkou prochází jediná dopravní kolej projížděná osobními vlaky. U té je umístěno betonové nástupiště o délce 24 metrů. Průjezdnou kolej doplňuje ještě kolej kusá, přes kterou vede na nástupiště přechod. Z traťové koleje se odděluje na josefodolském zhlaví a dříve sloužila pro nakládání výrobků podniku Detoa z malého nákladiště. Zmíněná továrna se nachází v těsné blízkosti.
Prostor zastávky osvětlují dvě nízké lampy.